# Skadarský sandžak

Skadarský sandžak na konci 19. století

Skadarský sandžak (albánsky Sanxhaku i Shkodrës, srbsky Скадарски санџак, turecky İskenderiye Sancağı nebo İşkodra Sancağı) byl jedním ze sandžaků v Osmanské říši.
Byl založen poté, co Osmanská říše získala Skadar po obležení v letech 1478–1479. Byl součástí Ejáletu Rumelia až do roku 1867, kdy se stalo součástí nově založeného Skadarského vilájetu. V roce 1912 a začátkem roku 1913 byl obsazen členy Balkánského svazu během První balkánské války. V roce 1914 se území sandžaku stalo součástí Albánského knížectví, založeného na základě Londýnské smlouvy Londýnské konference v roce 1913.

## Historie

### Pozadí a formace
S krátkými přestávkami zůstalo území severní Albánie, včetně toho, co by se stalo Sandžakem Skadar, po staletí pod vládou srbských feudálních pánů státu Duklja a Raška. Po pádu srbské říše v polovině 14. století se do popředí dostala místní šlechta, například rod Balšić. Benátská republika a poté, co Osmanská říše získala Skadar od benátské republiky po obležení Skadaru v letech 1478–1479, se stal centrem Sandžaku Skadar.

### Získ Zety

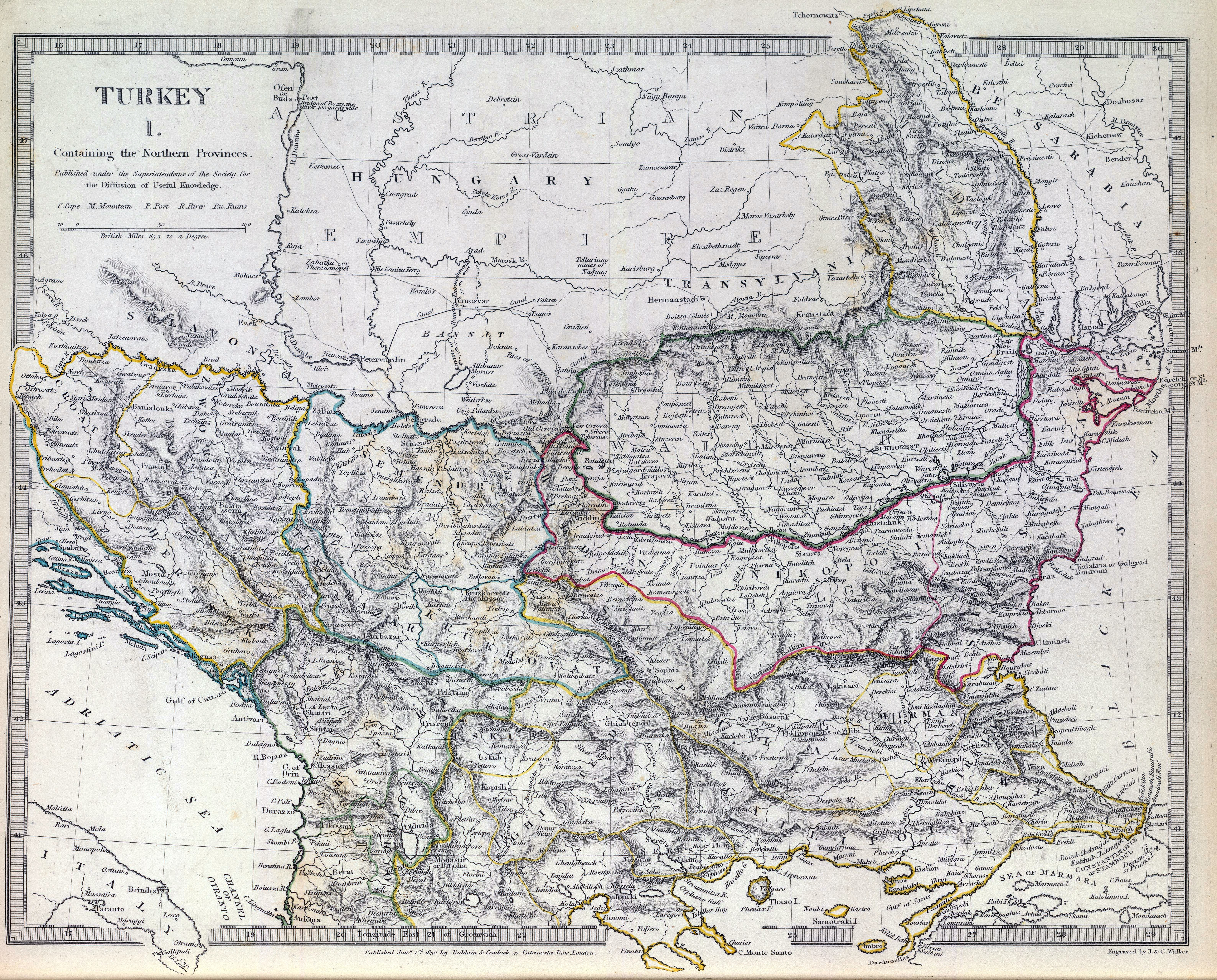
Sandžak Skutari v roce 1829, umístěný v levém dolním rohu.

Protože byl v roce 1496 jmenován na pozici sandžakbeje Scutari, Firuz bej měl v úmyslu připojit sousední knížectví Zeta k Osmanské říši. Đurađ Crnojević, který Zetu ovládal, udržoval častou korespondenci s jinými křesťanskými feudálními státy se záměrem založit protiosmanskou koalici. Když ho jeho bratr Stefan v roce 1496 zradil Osmanům, navrhl Đurađ přijmout suverenitu Osmanské říše, pokud Firuz bej přijme uznat jej jako guvernéra v Zeta. Firuz bej tento návrh odmítl a vyzval Đurađa, aby buď přijel do Scutari objasnit své protiosmanské aktivity, nebo uprchl ze Zety. Když Firuz bej v roce 1496 zaútočil na Zeta silnými silami, Đurađ se rozhodl uprchnout do Benátek. V roce 1497 Firuz Bej obsadil Grbalj a získal Zetu pod svou účinnou vojenskou kontrolu, ačkoli byla stále součástí Zety, kterou řídil Stefan II. V roce 1499 Firuz Bej formálně připojil Zetu k území svého Skadarského sandžaku a Zeta ztratila svůj status nezávislého státu. V roce 1514 bylo toto území odděleno od skadarského sandžaku a založeno jako samostatný Sandžak pod vládou Skenderbega Crnojeviće. Když v roce 1528 zemřel, Sandžak Černá Hora byl znovu začleněn do Skadarského sandžaku jako jedinečná administrativní jednotka (vilájet) s určitým stupněm autonomie.

#### Konec 16. a začátek 17. století
Sčítání lidu v letech 1582–1583 zaregistrovalo „vilájet Černé Hory“ (vilayet-i Kara Dağ) jako samostatnou administrativní jednotku Scutarského sandžaku. Vilayet se skládal z následujících jednotek (nahije) a vesnic: Grbavci s 13 vesnicemi, Župa 11, Malonšići 7, Plješivci 14, Cetinje 16, Rijeka 31, Crmnica 11, Paštrovići celkem 148 vesnic.
Marino Bizzi, Arcibiskup z Baru (Antivari), ve své zprávě z roku 1610 uvedl, že jméno sandžak beje skadarského sandžaku bylo Ali Paša.

### Pašalík Skadar

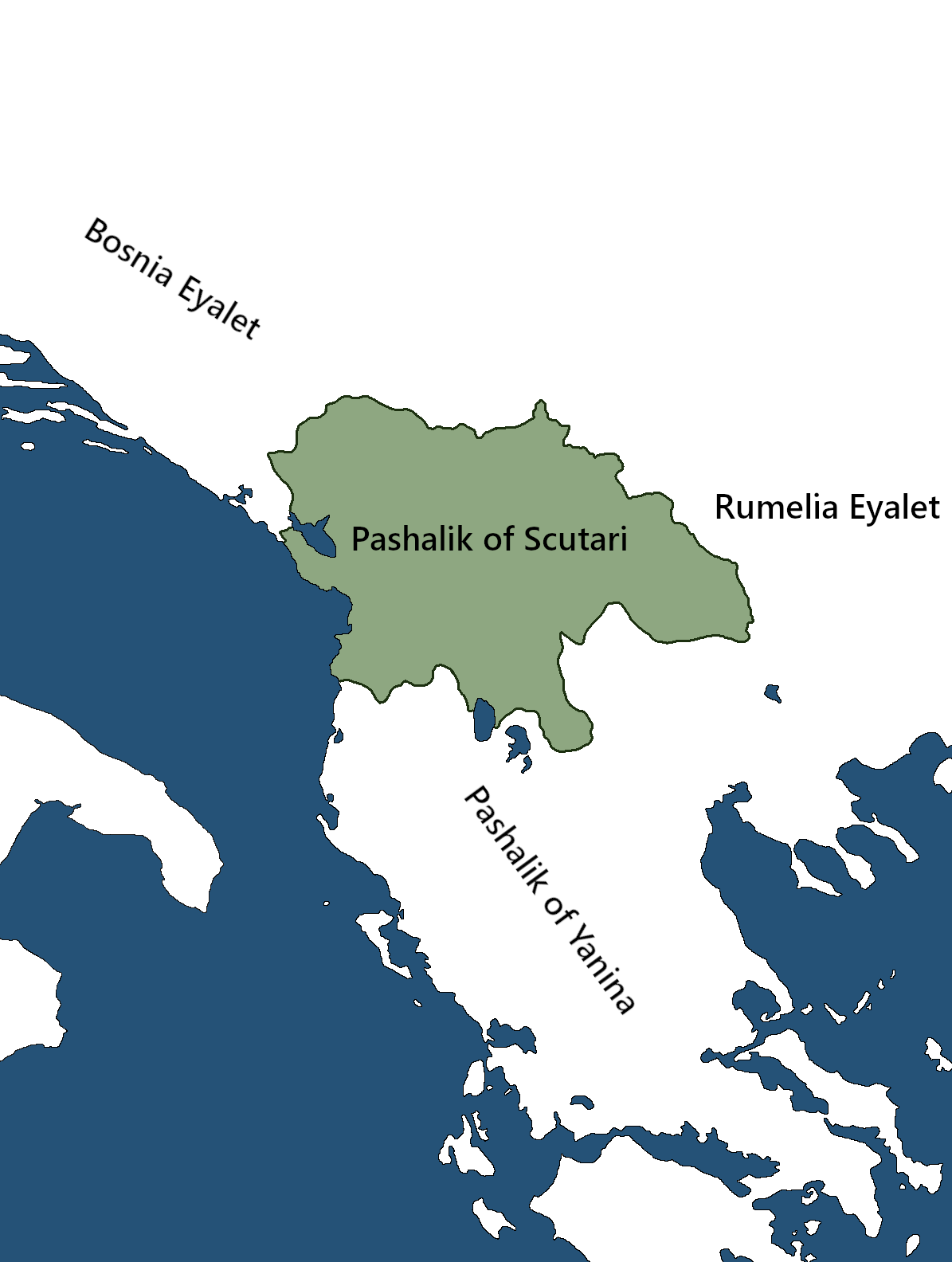
Skadarský pašalík za rodiny Bushati.

V období mezi 1757 a 1831 byl skadarský sandžak povýšen na Pašalík Skadar, poloautonomní pašalík Osmanské říše. Jeho území zahrnovalo části dnešní severní Albánie a Černé Hory s centrem ve městě Skadar. Oslabení osmanské centrální autority a timar systému vlastnictví půdy přineslo anarchii do oblasti západního Balkánu Osmanské říše. Na konci 18. století se v této oblasti objevila dvě mocenská centra: Skadar, pod vládou rodu Bushati; a Janina pod vládou Ali Paši z Tepelenë.

### Skadarský vilájet
Před rokem 1867 byl Skadarský sandžak součástí Rumelijského ejáletu. V roce 1867 se Skadarský sandžak sloučil s Üskübským sanžakem, čímž vznikl Skadarský vilájet. Následně byl rozdělen do tří sandžaků: İșkodra (Skadar), Prizren a Dibra. V roce 1877 byl sandžak z Prizrenu převeden do Kosovského vilájetu a sídlo sandžaku bylo z Dibra převedeno do Monastiru. Po územních přesunech byl skadarský sandžak následně rozdělen na dva sandžaky: Skadar a Drač (Durrës).

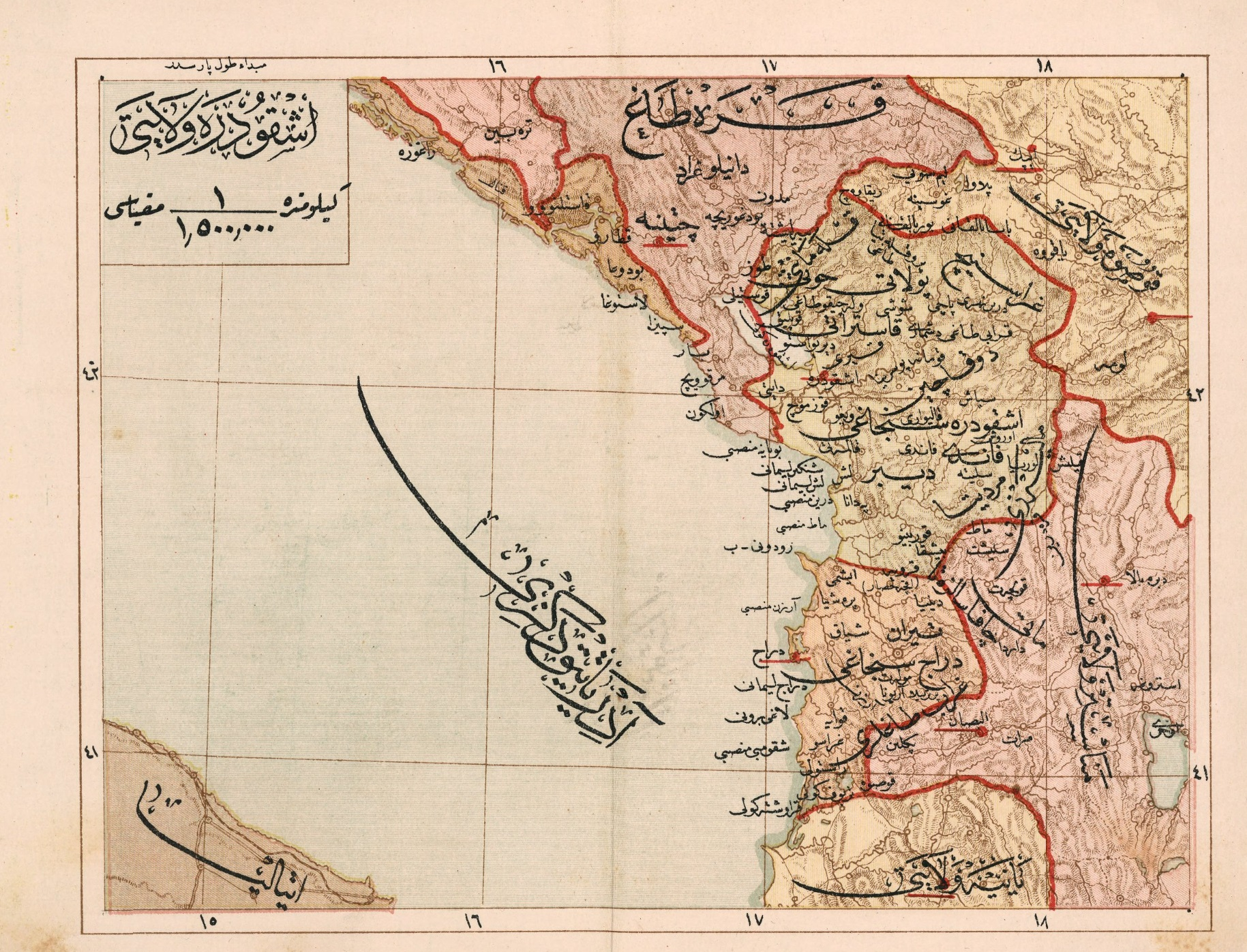
Skadarský sandžak (1907)

V roce 1900 byl skadarský vilájet zrušen a rozčleněn na dva samostatné sandžaky: Scutarský sandžak a Sandžak Drač.

### Zánik
V roce 1912 a začátkem roku 1913 byl obsazen členy Balkánského svazu během První balkánské války. V roce 1914 se území Sandžaku Skadar stalo součástí Albánského knížectví, založeného na základě mírové smlouvy podepsané během Londýnské konference v roce 1913.

## Demografie a sociální organizace
Většinová náboženská populace v Sandžaku Skadar byli katolíci.
Albánci Malisors (highlanders) žili ve třech zeměpisných oblastech uvnitř Sandžaku Skadar. Malesia e Madhe (velké vysočiny) s jeho nábožensky smíšeným katolicko-muslimským pět velkých kmenů (Hoti, Kelmendi, Shkreli, Kastrati a Gruda) a sedm malých kmenů; Malesia e Vogel (malé vysočiny) se sedmi katolickými kmeny jako Shala, Shoshi, Toplana, Nikaj; a Mirdita, což byl také velký mocný kmen, který dokázal zmobilizovat 5 000 nepravidelných vojáků. Osmanská kontrola nad horskými oblastmi İşkodra sanjak byla omezená.
Na základě jmen osob registrovaných ve sčítání lidu lze usoudit, že obyvatelstvo Sandžaku scutarského se skládalo hlavně z Albánců a Srbů (pravoslavných, katolíků a muslimů). Přítomno bylo také určité množství Vlachů, Turků a dalších lidí, hlavně ve městech.

### 1485, sčítání lidu
První osmanské sčítání lidu Scutarského sandžaku bylo zorganizováno v roce 1485. Bylo to třetí osmanské sčítání lidu, které bylo organizováno na území moderní Albánské republiky. První sčítání lidu bylo uspořádáno v roce 1431 na území Sandžaku Albánie. Sčítání lidu z roku 1485 ukazuje, že skadarský Sanjak se skládal ze čtyř kaz: İşkodra (Shkodër), Depedöğen (Podgorica), İpek (Peć) a Bihor. Kazy byly rozděleny do menších administrativních jednotek, nahijí.

### 1582–1583, sčítání lidu
Sčítání lidu organizované v období 1582–1583 ukazuje, že v Scutarském sandžaku bylo mnoho jednotek s následujícím počtem vesnic:
- Skadar – 128 vesnic
- Dušmen – 24 vesnic; většina jmen albánských, menšina srbských.
  - Místní názvy odrážejí jihoslovanský vliv
  - V nahiyah pomalu docházelo k islamizaci dle přítomnosti charakteristicky muslimských jmen v její populaci
- Zabojana se 48 vesnicemi; většina měla osobní jména albánského charakteru, menšina srbského charakteru.
- Mrko s 9 vesnicemi; většina měla osobní jména srbského původu, menšina s albánským charakterem.
- Krajina s 18 vesnicemi; většina měla osobní jména s albánským charakterem
  - Toponyma vykazují ohromný jihoslovanský vliv
- Gorje Šestan (Džebel-i Šestan) se 7 vesnicemi; většina měla osobní jména srbského původu, menšina s albánským charakterem.
- Podgorica s 13 vesnicemi; většina měla osobní jména srbského původu, menšina s albánským charakterem.
- Žabljak s 8 vesnicemi; většina měla osobní jména srbského původu, menšina s albánským charakterem.
- Hoti s 8 vesnicemi; většina měla osobní jména albánského charakteru, zatímco menšina měla srbský původ.
- Bjelopavlići se 6 vesnicemi; naprostá většina měla osobní jména srbského původu
- Vražegrmci se 16 vesnicemi; naprostá většina měla osobní jména srbského původu
- Pobor s 11 vesnicemi; naprostá většina měla osobní jména srbského původu
- Klemente se 2 vesnicemi; většina měla osobní jména albánského charakteru, menšina srbského původu.
- Kuči se 13 vesnicemi; většina měla osobní jména srbského původu, menšina s albánským charakterem.
- Peja : 23 vesnic v pećské nahiji bylo obydleno albánskou většinou; 85 vesnic mělo smíšenou albánsko-slovanskou antroponomii a zbytek obsahoval téměř výhradně slovanskou antroponomii[20]
  - V roce 1582 Defter bylo samotné město Peja výrazně islamizováno – existuje několik případů, kdy muslimští obyvatelé mají směs islámské a albánské antroponomie (jako je rozšířená rodina Deda – Rizvan Deda, Haxhi Deda, Ali Deda...). Muslimské čtvrti zahrnují Xhamia Sherif, Sinan Vojvoda, Piri bej, Ahmed Bej, Hysein, Hasan Çelebi, Mustafa bej, Mahmud Kadi, Orman, Kapishniça, Mesxhidi Haxhi Mahmud, Bali bej a Çeribash. Mezi křesťanské čtvrti patří Gjura Papuxhi, Nikolla (opuštěná), Nikolla Vukman (opuštěná), Andrija (opuštěná) a Olivir. Obyvatelé dvou křesťanských čtvrtí – Olivir a Gjura Papuxhi – měli směs charakteristicky albánské a slovanské/ortodoxní antroponomie. Defter z roku 1582 naznačuje, že město Peja mělo muslimskou většinu s většinou muslimských jmen. Město bylo z 90 % islamizováno[21]

- Altin (Altun li) se 41 vesnicemi; Většina vesnic v Nahiya Altun-ili byla ovládána obyvateli s albánskou antroponomií.[22] V roce 1570 byla většina obyvatel Gjakova jako osady sama zaznamenána s albánskou antroponomií[23]
- Petrišpan s 33 vesnicemi
- Budimlje s 31 vesnicemi; naprostá většina měla osobní jména se srbským charakterem
  - Přítomnost muslimských obyvatel zobrazená v jedné vesnici v nahiyah
- Komoran s 20 vesnicemi; naprostá většina měla osobní jména srbského původu
  - Přítomnost muslimských obyvatel zobrazená ve dvou vesnicích v nahiyah
- Plav s 18 vesnicemi; všichni obyvatelé měli osobní jména odrážející srbský vliv
  - Žádní muslimští obyvatelé v nahiyah
- Zla Rijeka s 12 vesnicemi

V Scutarském sandžaku bylo celkem 709 vesnic.
Navíc, menší část osmanského sčítání lidu z let 1582 až 1583 se zabývala Černou Horou (Vilâyet-i Karaca-dağ) jako samostatnou administrativní jednotkou ve skadarském Sandžaku. Tato část se skládala z následujících nahiyah a vesnic: Grbavci s 13 vesnicemi, Župa s 11 vesnicemi, Malonšići se 7 vesnicemi, Plješivci se 14 vesnicemi, Cetinje s 16 vesnicemi, ves s 31 vesnicemi, Crnoijević Cernica (Crmnica) s 11 vesnicemi, Paštrovići s 36 vesnicemi, Grbalj s 9 vesnicemi. Bylo zde celkem 148 vesnic patřících do černohorského pododdílu.
Sčítání z let 1582–1583 ukazuje 857 vesnic a několik měst včetně Skadaru (İşkodra), Peć (İpek), Podgorica (Depedöğen), Bar a Ulcinj (Ülgün).

### 1874, odhad obyvatelstva
Podle odhadů ruského konzulátu Ivana Jastrebova žilo v sandžaku 80 000 katolických mužů, 20 000 pravoslavných mužů a 9 500 muslimských mužů. Většina obyvatel mluvila albánsky. Tvrdil, že pravoslavní a řada katolíků a muslimů mluvila srbským jazykem.

## Vládci
- Feriz Beg (fl. 1495–1512), sloužil 1496–1502
- Ali Pasha (1610)
- Süleyman (1685–1692)
- Mehmed Bushati (1757–1775)
- Kara Mahmud Pasha (1775–1796)
- Ibrahim Pasha (1796–1810)
- Mustafa Pasha Bushatli (1810–1831)

## Další zdroje k tématu
- BIZZI, Marino. Relatione della visita fatta da me, Marino Bizzi, Arcivescovo d'Antivari, nelle parti della Turchia, Antivari, Albania et Servia alla santità di nostro Signore papa Paolo V (Report of Marino Bizzi, Archbishop of Bar (Antivari), on his visit to Turkey, Bar, Albania and Serbia in the year 1610). [s.l.]: [s.n.], 1610. Dostupné v archivu pořízeném z originálu dne 25 September 2010.
- BOLIZZA, Mariano. Report and Description of the Sanjak of Shkodra. [s.l.]: [s.n.], 1614. Dostupné v archivu pořízeném z originálu dne 11 August 2011.
- ĐURĐEV, Branislav. Kanuni i kanun-name za Bosanski, Hercegovački, Zvornički, Kliški, Crnogorski i Skadarski sandžak. Sarajevo: Orijentalni institut, 1957. OCLC 5221418 (sh, tr)
- PULAHA, Selami. Defteri i regjistrimit të sanxhakut të Shkodrës i vitit 1485. Tirana: Akademia e Shkencave e RP. të Shqipërisë, Instituti i Historisë, 1974. OCLC 500501246 (albánsky)
- FOLIĆ, Milutin. Stanovništvo slovenskog porijekla u Albaniji : zbornik radova sa međunarodnog naučnog skupa održanog u Cetinju 21, 22. i 23. juna 1990 (Population of Slavic origin in Albania: Publication from International Conference held in Cetinje on 21, 22 and 23 June 1990). [s.l.]: [s.n.], 1990. OCLC 29549273 Kapitola Izveštaji ruskog konzula Ivana Stepanoviča Jastrebova iz Skadra o slovenskom življu i njihovim crkvama u Albaniji u drugoj polovini XIX veka (Reports from Skadar of Russian consul Ivan Stepanovič Jastrebov about Slavic population and their churches in Albania in the second half of the 19th century). (srbsky)
- VASIĆ, Milan. Stanovništvo slovenskog porijekla u Albaniji : zbornik radova sa međunarodnog naučnog skupa održanog u Cetinju 21, 22. i 23. juna 1990 (Population of Slavic origin in Albania: Publication from International Conference held in Cetinje on 21, 22 and 23 June 1990). [s.l.]: [s.n.], 1991. OCLC 29549273 Kapitola Etnički odnosi u jugoslovensko-albanskom graničnom području prema popisnom defteru sandžaka Skadar iz 1582/83. godine. (srbochorvatsky)